# چارلز مارکتی
چارلز مارکتی (انگلیسی: Charles Marchetti; ۱۷ ژوئن ۱۹۴۲ – ۷ فوریهٔ ۲۰۱۸) بازیکن فوتبال اهل فرانسه بود.
از باشگاه‌هایی که در آن بازی کرده‌است می‌توان به باشگاه فوتبال آژاکسیو، باشگاه فوتبال کن، و باشگاه فوتبال نیس اشاره کرد.
وی همچنین در تیم ملی فوتبال زیر ۲۱ سال فرانسه بازی کرده‌است.